# 張裼
張 裼（ちょう せき、814年 - 877年）は、唐代の官僚。字は公表。本貫は瀛州河間県。

## 経歴
張君卿の子として生まれた。会昌4年（844年）、進士に及第し、寿州団練判官を初任とした。大中年間、于琮が無官のとき、寿春県に旅行したが、張裼は于琮を格別に礼遇した。張裼は河東掌書記をつとめた。咸通8年（867年）、于琮が宰相となると、張裼は于琮に召し出されて司勲員外郎・判度支となった。ほどなく翰林学士に任用され、司勲郎中・知制誥に転じ、中書舎人・戸部侍郎・翰林学士承旨に任じられた。咸通13年（872年）、于琮が韋保衡と対立して追放されると、張裼も連座して封州司馬に左遷された。咸通14年（873年）、韋保衡が殺害されると、于琮は冤罪を雪がれた。張裼は入朝して、太子賓客となった。乾符2年（875年）、吏部侍郎・京兆尹に転じた。乾符3年（876年）、華州刺史として出向した。この年の冬、検校吏部尚書・鄆州刺史・天平軍節度観察等使に転じた。乾符4年（877年）、鄆州で死去した。享年は64。
子に張文蔚・張済美・張貽憲・張仁亀があった。

## 伝記資料
- 『旧唐書』巻178 列伝第128